# Мішулін Василь Олександрович
Василь Олександрович Мішулін (рос. Василий Александрович Мишулин; 26 квітня 1900 — 26 квітня 1967) — радянський воєначальник, гвардії генерал-лейтенант танкових військ. Герой Радянського Союзу (1941).

## Життєпис
Народився в селі Мошок, нині Судогодського району Владимирської області Росії, в селянській родині. Росіянин. Закінчив сільську школу, працював склодувом і шліфувальником на скляному заводі в рідному селі.
До лав Червоної армії мобілізований у травні 1919 року. Службу проходив у 2-му запасному полку в Костромі і в окремому лижному батальйоні в Казані. Протягом січня — серпня 1920 року — командир кулеметної обслуги у 3-му стрілецькому полку 1-ї стрілецької бригади. Учасник громадянської війни в Росії, воював проти фінських і польських військ. Член РКП(б) з 1921 року.
Наприкінці 1920 року закінчив навчальний батальйон у Ростові-на-Дону, служив молодшим командиром у 31-й Грузинській стрілецькій дивізії. З червня 1921 року — знов на навчанні: у 1923 році закінчив 37-мі Тихорецькі піхотні курси (м. П'ятигорськ). З квітня 1923 року — командир відділення 84-го стрілецького полку 28-ї стрілецької дивізії Північно-Кавказького військового округу. З листопада 1923 року — командир відділення і старшина роти 75-го стрілецького полку 25-ї стрілецької дивізії того ж округу, брав участь у придушенні національно-визвольного руху в Чечні у 1925 році.
З жовтня 1926 по вересень 1928 року — політрук і командир роти 225-го стрілецького полку 75-ї стрілецької дивізії Українського військового округу. У 1928 році закінчив короткотермінові курси перепідготовки політичного складу і був залишений при курсах командиром взводу. З лютого 1929 по вересень 1931 року — знову політрук роти 225-го стрілецького полку.
У 1936 році закінчив Військову академію РСЧА імені М. В. Фрунзе. З травня 1936 року — начальник штабу 29-го механізованого полку 29-ї кавалерійської дивізії. З серпня 1937 року — командир окремого бронеполку особливого призначення, який згодом був переформований у 8-му окрему мотострілецьку бригаду 57-го особливого корпусу РСЧА, дислокованого на території МНР. На цій посаді брав активну участь у боях з японцями на річці Халхин-Гол у травні — вересні 1939 року.
З березня 1941 року — командир 57-ї танкової дивізії Забайкальського військового округу. У травні 1941 року дивізія була передислокована до Київського особливого військового округу. Початок німецько-радянської війни зустрів на цій посаді. У перші ж дні війни полковник В. О. Мішулін вміло керував бойовими діями дивізії у складі Південно-Західного фронту під Шепетівкою. У липні 1941 року, діючи у складі 16-ї і 20-ї армій Західного фронту, командував дивізією у боях під Смоленськом, де отримав осколкове поранення в голову, але бойові порядки дивізії не залишив.
Постановою РНК СРСР від 24 липня 1941 року полковнику В. О. Мішуліну присвоєне військове звання «генерал-лейтенант танкових військ», минуючи військове звання «генерал-майор».
З серпня 1941 року — перший заступник начальника Головного автобронетанкового управління РСЧА. На цій посаді неодноразово перебував у військах Брянського, Південного і Західного фронтів, де керував діями танкових частин і груп. З січня 1942 року — командувач бронетанковими і механізованими військами Калінінського фронту, з березня 1942 року — командир 4-го танкового корпусу на Воронезькому і Сталінградському фронтах. У жовтні 1942 року «за послаблення керівництва військами» був усунутий з посади і з пониженням призначений командиром 173-ї танкової бригади (69-та і 3-тя танкова армії Воронезького фронту).
З липня 1943 по березень 1944 року навчався у Вищій військовій академії імені К. Є. Ворошилова. З 1 квітня по 4 липня 1944 року — командир 3-го танкового корпусу 2-ї танкової армії 2-го Українського фронту. За значні недоліки у керівництві військами, що призвело до крупної аварії на тиловому полігоні з людськими жертвами, був усунутий від керівництва корпусом і направлений у резерв. З вересня 1944 року — командувач бронетанковими і механізованими військами 10-ї гвардійської армії 2-го Прибалтійського і Ленінградського фронтів.
З жовтня 1945 року — командувач бронетанковими і механізованими військами Таврійського військового округу, з листопада 1948 року — командувач бронетанковими і механізованими військами Східно-Сибірського військового округу.
У червні 1953 року генерал-лейтенант танкових військ В. О. Мішулін вийшов у запас. Мешкав у Ростові-на-Дону, де й помер. Похований на Вірменському кладовищі.

## Нагороди
Указом Президії Верховної Ради СРСР від 24 липня 1941 року «за зразкове виконання бойових завдань командування на фронті боротьби з німецьким фашизмом та виявлені при цьому відвагу і героїзм» полковнику Мішуліну Василю Олександровичу присвоєне звання Героя Радянського Союзу з врученням ордена Леніна і медалі «Золота Зірка» (№ 225).
Нагороджений двома орденами Леніна (24.07.1941, 21.02.1945), трьома орденами Червоного Прапора (29.08.1939, 03.11.1944, 17.05.1951), орденами Суворова 2-го ступеня (08.02.1943), Червоної Зірки (22.02.1938), Червоного Прапора МНР (1939) і медалями.